# وائل السمهوري
وائل السمهوري ولد في عام 1958 في دمشق. هو مهندس معماري سوري فلسطيني وأستاذ جامعي في الهندسة المعمارية والتصميم العمراني. يشغل حاليًا منصب رئيس قسم نظرية وتاريخ العمارة في جامعة دمشق، وكان سابقًا الرئيس المؤسس لقسمين آخرين من أقسام الهندسة المعمارية الخاصة. أنتجت ممارسته المعمارية (وائل السمهوري للهندسة المعمارية والتصميم الحضري) (التي تأسست لأول مرة عام 1992) في سوريا، تصميمات حائزة على جوائز. اهتماماته البحثية والكتابية تنصب حاليًا في العمارة المقدسة وتمثيلها في العالم الحديث  وفلسفة عمارة إعادة الإعمار بعد الحرب.

## الحياة السابقة
ينحدر وائل السمهوري من عائلة أكاديمية، كانت والدته (قمر الدعاجى) ووالده أستاذين جامعيين. والده (م. زهير السمهوري) لغوي ومترجم بارز عمل في الأمم المتحدة في جنيف. سافر وائل مع عائلته كثيرًا بين أوروبا والخليج، وعاش لسنوات في إنجلترا والكويت قبل أن يستقر في سوريا.

## التعليم والمهنة
تخرج السمهوري من جامعة دمشق بدرجة البكالوريوس في الهندسة المعمارية عام 1983، ثم واصل متابعة دراساته العليا في الهندسة المعمارية والتصميم الحضري بين نيويورك ولندن. في عام 1987 حصل على درجة الماجستير في التصميم الحضري من معهد برات، نيويورك. وفي وقت لاحق في عام 1990، حصل على درجة الدكتوراه في الهندسة المعمارية والتصميم الحضري من الكلية الملكية للفنون في لندن.
وفي وقت لاحق من عام 1992، أسس شركته الخاصة وائل السمهوري للهندسة المعمارية والتصميم الحضري في دمشق، سوريا. وكان عضوا في العديد من اللجان والمنظمات غير الحكومية. وفي الفترة من 2007 إلى 2010، كان عضوًا في فريق المراجعة الفنية لجائزة آغا خان للعمارة. كان مراجعاً فنياً لجائزة الفوزان لعمارة المساجد الحديثة. وفي عام 2008، انضم إلى مجلس أمناء شبكة الآغا خان للتنمية في سوريا.
إلى جانب ممارسة الهندسة المعمارية، يعمل السمهوري أستاذاً ورئيساً لقسم نظرية وتاريخ العمارة في جامعة دمشق منذ عام 2004. وكان أيضاً الرئيس المؤسس لقسم الهندسة المعمارية في جامعة القلمون في سوريا (2004-2006). وفي الجامعة الدولية للعلوم والتكنولوجيا IUST، سوريا (2006-2010).
وينشط السمهوري في الخطاب الأكاديمي في المنطقة. أسس أبولودوروس الدمشقي، وهو عبارة عن منصة للخطاب المعماري، تربط بين المهندسين المعماريين والفنانين والموسيقيين والمثقفين عالميًا. تعمل المنصة على تعزيز الخطاب الفكري في الهندسة المعمارية والفن والموسيقى والتاريخ في المنطقة.

## الجوائز
فاز وائل السمهوري بالجائزة الأولى في فئة التخطيط الحضري في معرض سيتي سكيب 2004 لجوائز المراجعة المعمارية - دبي ولندن، عن مشروعه "الحديقة الشرقية في دمشق". ومرة أخرى في عام 2005، حيث حصل على جائزة سيتي سكيب الأولى في فئة العمارة الإسلامية عن مدرسته ومسجده الحسني في دمشق القديمة، سوريا. كما حصل أيضًا على جائزة سيتي سكيب الخاصة (إشادة عالية – التخطيط الرئيسي) في عام 2010 عن مشروعه الأخير، الحرم الجامعي الجديد لكلية الآداب والعلوم الإنسانية بجامعة دمشق، والذي هو حاليًا في المراحل النهائية من البناء.
وفي عام 2008، حصل على جائزة تصميم متحف ومركز أبحاث سيرا في الكويت من شركة جلف كونسلت.

## أعمال
يمكن اعتبار عمل السمهوري ينتمي إلى بنية إقليمية (أو بالأحرى إقليمية نقدية) - على الرغم من أنه تطور الآن ليتبنى نهجًا مختلفا. قام بتصميم المركز الديني الحسني في دمشق، وهو يجمع بين المكاتب الدينية التقليدية والحديثة والمساحة التعليمية. من خلال التعامل مع التقاليد على أنها أكثر من مجرد كتاب قديم، يُظهر مبنى السمهوري أن الوعي الثقافي في الهندسة المعمارية يمكن أن يعني شيئًا أعمق من الأحجار المتراصة المزخرفة.
قائمة الاعمال:
- مركز ومسجد الشيخ بدر الدين الحسني الإسلامي (اكتمل عام 1998).
- المقر الرئيسي للجمعية السورية للحاسوب والمعلوماتية (مكتمل).
- مكتبة كلية الطب (اكتمل في عام 2000).
- المجمع الجديد لكلية الآداب والعلوم الإنسانية جامعة دمشق.
- مركز السيرة والحديث الشريف، الكويت، مع شركة جي سي جلف كونسلت.

## المنشورات
كان السمهوري قد شارك مؤخراً في تأليف كتاب بعنوان (التعارف العالمي: نحو رؤية معاصرة لعمارة المساجد). يناقش المنشور بشكل نقدي فكرة مسجد المستقبل.
- ثلاثية فتروفيوس بوصفها مدخل لنظرية العمارة: مقاربة تعليمية. [10]
- مانيفستو الصعود لإعادة بناء مابعد الحرب في سوريا.[11]
- المظاريف الخمسة للعمارة في فن الشاذلي خان.[12]
- ما وراء المورفولوجيا، في ثقافات الإسكان المتوسطية.[13]
- العمارة والشرق الأوسط: حلقة نقاش دولية.[14]
- التعارف العالمي؛ نحو رؤية معاصرة لعمارة المساجد.[9]

## مقابلات
- كتب مشاري عبد الله النعيم، الناقد المعماري العربي الشهير: "إن عمارة وائل السمهوري تثير العديد من الأسئلة حول الهوية، فهي عمارة تهرب من سجن التقاليد الضيقة وتنفتح على تطور يجسد روح العصر. " «إن عمارته تستحق النظر والدراسة، فهي لا تترك نفسها لأهواء «السائدة» و«المطلوبة» التي وقع فيها كثير من المعماريين العرب. ولذلك نرى ما يوجد [في عمله] ما نستطيع أنظر، داخل وحول، لترسيخ لغة عربية معاصرة في العمارة."[15]
- "من خلال التعامل مع التقاليد باعتبارها أكثر من مجرد كتاب قديم، يُظهر مبنى السمهوري [المركز الديني الحسني] أن الوعي الثقافي في الهندسة المعمارية يمكن أن يعني شيئًا أعمق من الأحجار المتراصة المزخرفة."[16]